# Latridius dualis
Latridius dualis là một loài bọ cánh cứng trong họ Latridiidae. Loài này được Broun miêu tả khoa học năm 1914.